# دورگه‌سازی دی‌ان‌ای-دی‌ان‌ای
در علم ژنومیک، دورگه‌سازی دی‌ان‌ای-دی‌ان‌ای (به انگلیسی: DNA-DNA hybridization)، یک تکنیک زیست‌شناسی مولکولی است که میزان شباهت ژنتیکی بین توالی‌های دی‌ان‌ای را اندازه‌گیری می‌کند. معمولاً برای تعیین فاصله ژنتیکی بین دو جاندار زنده استفاده می‌شود و به‌طور گسترده در تبارزایی و طبقه‌بندی استفاده می‌شود.

### در جانورشناسی
چارلز سیبلی و جان الکیست، پیشگامان این تکنیک، از دورگه‌سازی DNA-DNA برای بررسی روابط تبارزایی پرندگان (آرایه‌شناسی سیبلی-آلکیست) و نخستی‌ها استفاده کردند.